# マイク・ニコルズ
マイク・ニコルズ（Mike Nichols、1931年11月6日 - 2014年11月19日）は、アメリカ合衆国の映画監督、舞台演出家。史上16人しかいないグラミー賞、アカデミー賞、トニー賞、エミー賞の4賞受賞者である。

## 来歴
ドイツ・ベルリンにて生まれる。本名はミハイル・イゴール・ペシュコヴスキー（Mikhail Igor Peschkowsky）。父親はウィーン出身のユダヤ系ロシア人の内科医で、1920年頃ドイツに移り住んだ。母親はユダヤ系のドイツ人であった。
1939年4月、ナチス・ドイツのユダヤ人迫害から逃れるため、当時7歳のニコルズは3歳年上の兄とともにアメリカに渡った。父親はその数ヶ月前に単独でアメリカに脱出しており、同年4月28日に一家はニューヨークに移った。イタリア経由でヨーロッパを発った母親とは1940年に再会した。
シカゴ大学で医者になるため勉強していたが中退。1953年、ニューヨークに帰りリー・ストラスバーグの下でメソッド演技法を学ぶ。しかし舞台の仕事は得られなかったためシカゴに舞い戻り、1955年に「コンパス・プレイヤーズ」（「セカンド・シティ」の前身）に加わる。そこで知り合ったエレイン・メイと1958年に喜劇コンビ「ニコルズ・アンド・メイ」を結成する。1962年には「ニコルズ・アンド・メイ」でグラミー賞の最優秀コメディ・パフォーマンス賞を受賞。
やがてオフ・ブロードウェイの舞台に出演。その後、演出も手がけるようになり、ブロードウェイで活躍。1964年の「Barefoot in the Park」での監督賞などトニー賞を7つ受賞している。
1966年、『バージニア・ウルフなんかこわくない』で映画監督としてデビュー。この作品はアメリカ映画における検閲制度であるヘイズ・コードが撤廃されるきっかけとなった。さらに翌年の『卒業』でアカデミー監督賞を受賞し、アメリカン・ニューシネマを代表する映画監督となった。
妻は『グッド・モーニング・アメリカ』（米・ABC）でアンカーを務め、現在は『ABCワールドニュース』（米・ABC）アンカーとしてアメリカを代表するニュースキャスターであるダイアン・ソイヤー。息子は映画監督のマックス・ニコルズ。
2014年11月19日、心不全で逝去。83歳没。

## 主な作品

### 映画
- バージニア・ウルフなんかこわくない Who's Afraid of Virginia Woolf? （1966年）
- 卒業 The Graduate （1967年）
- キャッチ=22 CATCH-22 （1970年）
- 愛の狩人 Carnal Knowledge （1971年）
- イルカの日 The Day of the Dolphin （1973年）
- おかしなレディ・キラー The Fortune （1975年）
- シルクウッド Silkwood （1983年）
- 心みだれて Heartburn （1986年）
- ブルースが聞こえる Biloxi Blues （1988年）
- ワーキング・ガール Working Girl （1988年）
- ハリウッドにくちづけ Postcards from the Edge （1990年）
- 心の旅 Regarding Henry （1991年）
- ウルフ WOLF （1994年）
- バードケージ The Birdcage （1996年）
- パーフェクト・カップル Primary Colors （1998年）
- 2999年異性への旅 What Planet Are You From? （2000年）
- エンジェルス・イン・アメリカ Angels in America （2003年） テレビシリーズ
- クローサー Closer （2004年）
- チャーリー・ウィルソンズ・ウォー Charlie Wilson's War （2008年）

### 舞台
- Barefoot in the Park （1963年）
- Luv （1964年）
- おかしな二人 The Odd Couple （1965年）
- The Apple Tree （1966年）
- The Little Foxes （1967年）
- Plaza Suite （1968年）
- The Prisoner of Second Avenue （1971年）
- Uncle Vanya （1973年）
- Streamers （1976年）
- Comedians （1976年）
- Fools （1981年）
- The Real Thing （1984年）
- Hurlyburly （1984年）
- Whoopi Goldberg （1984年）
- Social Security （1986年）
- Death and the Maiden （1992年）
- The Seagull （2001年）
- スパマロット Spamalot （2005年）

## 参照
1. ↑  Gates Jr, Henry Louis, (2010). Faces of America: How 12 Extraordinary People Discovered Their Pasts. New York: New York University Press. pp. 14–33. ISBN 9780814732649
2. ↑  Mike Nichols’ life in the trenches By Glenn Kenny, LA Times, December 16, 2007, in print edition E-31.
3. ↑  “Faces of America: Mike Nichols”.   Public Broadcasting Service. 2014年11月21日閲覧。
4. ↑  McLellan, Dennis (2014年11月20日). “Mike Nichols, acclaimed director of 'The Graduate,' dies at 83”. Los Angeles Times 2014年11月20日閲覧。
5. ↑  “崖っぷち女子がネットで恋活！『セッション』マイルズ・テラー主演作、12月日本公開”.   シネマトゥデイ (2015年10月6日). 2015年10月6日閲覧。
6. ↑  “『卒業』のマイク・ニコルズ監督死去 83歳 心不全のため”. シネマトゥデイ. (2014年11月21日) 2014年11月21日閲覧。